# Union des étudiants de l'université d'Helsinki
L'Union des étudiants de l'université d'Helsinki (finnois : Helsingin yliopiston ylioppilaskunta, HYY, suédois : Studentkåren vid Helsingfors universitet, HUS) est une association fondée en 1868 à Helsinki en Finlande. 

## Présentation
L'association a actuellement 32 000 membres.
Elle est l'une des associations les plus riches au monde,.
La raison est que les terrains qui étaient vendus à l'époque de son essor font maintenant partie des terrains du centre commercial d’Helsinki et sont parmi les plus chers de la capitale.
L'association réalise ses opérations immobilières par la société HYY Yhtymä qui possède l'ancienne maison des étudiants d'Helsinki, la nouvelle maison des étudiants d'Helsinki et les bâtiments commerciaux de l’îlot urbain entourant la cour Kaivopiha ou encore la résidence Domus Academica et le bâtiment Casa Academica. 
En 2007, la valeur marchande de HYY Yhtymä est proche de 200 millions d'euros,.
L'union a été au centre des activités politiques étudiantes des mouvements nationalistes du XIXe siècle en passant par les actions de la nouvelle gauche dans les années 1960.
Son assemblée est liée aux organisations universitaires, au nations étudiantes d'Helsinki et aux partis politiques de Finlande

## Histoire
L'union des étudiants est à l'origine un  organe de coordination des  nations étudiantes. 
Elle est fondée officiellement en  1868 par la publication du décret de l'empereur  Alexandre II qui officialise les assemblées générales des étudiants. 
Alors  cette époque l'Université impériale Alexandre accueille moins de mille étudiants. 
L'anniversaire de l'Union des étudiants est célébrée le 26 novembre en commémoration de l'inauguration de l'ancienne maison des étudiants d’Helsinki. 
À l'origine, l'association s'appelle l'Union des étudiants de Finlande, puis en 1928, elle est renommée Union des étudiants de l'université d'Helsinki.

## Prix décernés par l'association
| Récipiendaire               | Métier                                | Année |
| Kaarlo Juho Ståhlberg       | Président de la république            | 1948  |
| Juho Kusti Paasikivi        | Président de la république            | 1948  |
| Carl Gustaf Emil Mannerheim | Président de la république            | 1950  |
| Antti Tulenheimo            | Chancelier de l’université d’Helsinki | 1951  |
| Risto Ryti                  | Président de la république            | 1952  |
| Jean Sibelius               | compositeur                           | 1955  |
| Edwin Linkomies             | Président de l’université d’Helsinki  | 1961  |
| Urho Kekkonen               | Président de la république            | 1964  |
| Alvar Aalto                 | architecte                            | 1966  |
| Gunnar Myrdal               | sociologue suédois                    | 1968  |
| Ahti Karjalainen            | Ministre                              | 1973  |
| Georg Henrik von Wright     | philosophe                            | 1978  |
| Arvo Ylppö                  | archiatre                             | 1978  |
| Mikko Juva                  | Chancelier de l’université d’Helsinki | 1981  |
| Väinö Linna                 | Écrivain                              | 1981  |
| Mauno Koivisto              | Président de la république            | 1981  |
| Tove Jansson                | Écrivain                              | 1986  |
| Nelson Mandela              | Président de l’Afrique du Sud         | 1988  |
| Václav Havel                | Président de la Tchécoslovaquie       | 1990  |
| Nils Oker-Blom              | Chancelier de l’université d’Helsinki | 1993  |
| Väinö Valve                 | Général                               | 1993  |
| Johannes Virolainen         | Conseiller d’Etat                     | 1994  |
| Martti Ahtisaari            | Président de la république            | 1998  |
| Risto Ihamuotila            | Chancelier de l’université d’Helsinki | 1999  |
| Matti Klinge                | Professeur                            | 2001  |
| Tapio Kiiskinen             | Conseiller commercial                 | 2002  |
| Tarja Halonen               | Président de la république            | 2003  |
| Elisabeth Rehn              | Ministre                              | 2007  |
| Kari Raivio                 | Chancelier de l’université d’Helsinki | 2011  |